# São Ludgero
São Ludgero, amtlich portugiesisch Município de São Ludgero, ist eine kleine Stadt im brasilianischen Bundesstaat Santa Catarina.

## Namensherkunft
Der Name ist auf den heiligen Liudger zurückzuführen, der ein sehr beliebter Heiliger in der westfälischen Heimat der Siedler war.

## Geschichte

### Gründung

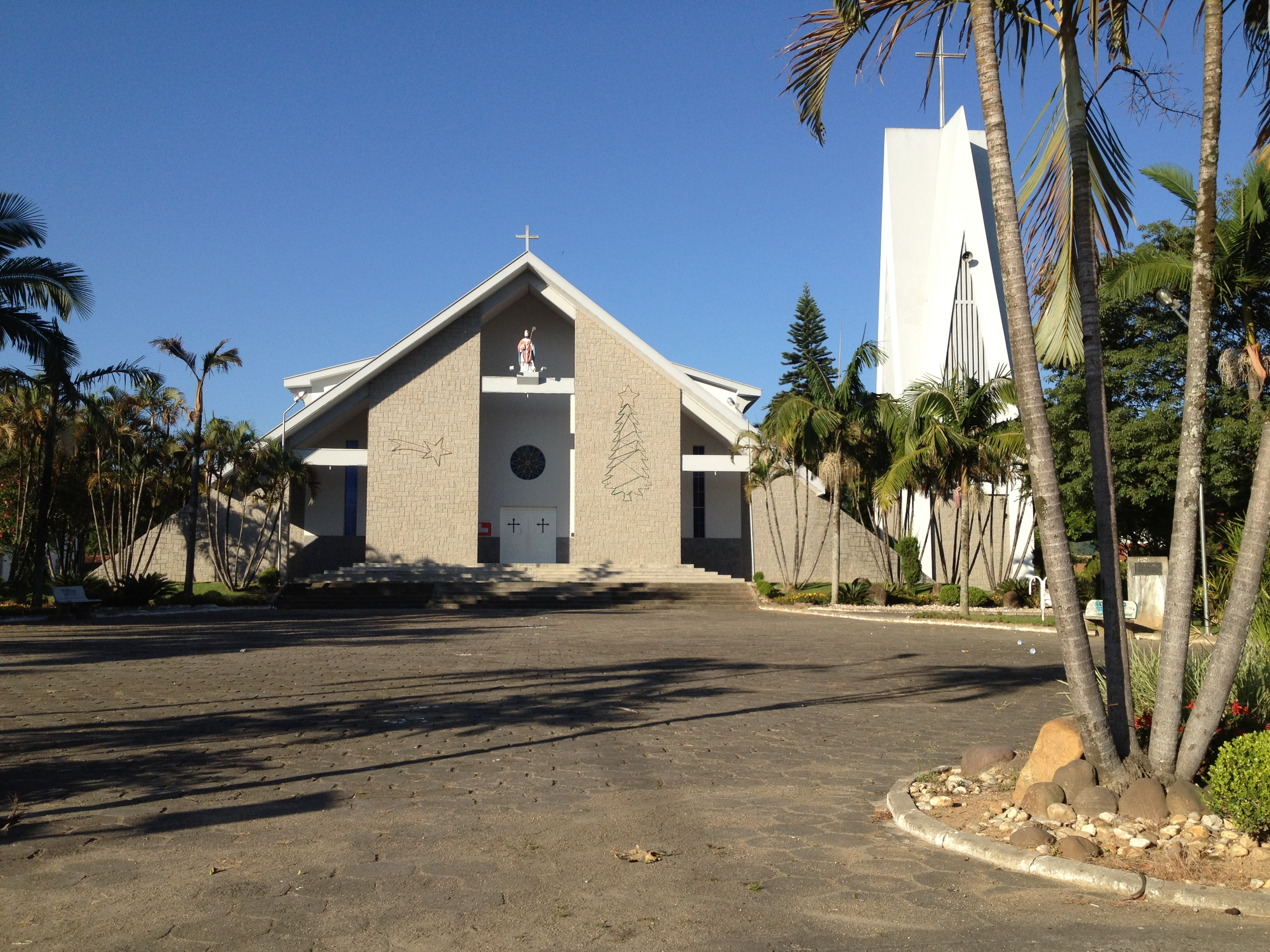
Kirche von São Ludgero

Die Stadt wurde von Deutschen aus der 1860 gegründeten Colônia Teresópolis kolonisiert. Sie waren in den 1860er Jahren aus der Region Münster, hauptsächlich aus Heek gekommen; dort wurde der heilige Liudger als Schutzheiliger verehrt. Ab 1873 migrierten diese Siedler, hauptsächlich aufgrund der geringen Fruchtbarkeit des Bodens, weiter nach São Ludgero.
Das heutige Stadtgebiet wurde von dem damaligen Pfarrer der Gemeinde, Pater Roer ausgesucht, der auf seinen Reisen zu verschiedenen Gemeinden im Umkreis der Colônia de Teresópolis auf diesen Platz stieß; ihm erschien die Erde dort fruchtbarer als die seiner Heimatgemeinde. Da das Land zur Mitgift der damaligen Prinzessin Isabella von Brasilien gehörte, schickte man eine Anfrage an die kaiserliche Regierung und bat darum, dieses Land in Besitz nehmen zu dürfen. Nach einiger Zeit kam die zustimmende Antwort, und die Gemeinde wurde am heutigen Ort errichtet.
Am Anfang gab es keinerlei Infrastruktur, es gab nur Pfade und es musste viel Wald gerodet werden, um Platz für Plantagen zu schaffen. Die einzige Ablenkung, die die Siedler hatten, waren die Messen, wo sie die Kraft fanden, weiter zu gehen. Zu Beginn waren ihre Häuser nichts als Strohhütten.

## Wirtschaft
Landwirtschaft, Viehzucht und Industrie sind die wichtigsten Wirtschaftszweige in der Gemeinde. Geflügelproduktion, die Milchkuhhaltung, der Anbau von Tabak (in geringerem Maße auch heute), Mais, Bohnen, Obst und Gemüse sind besonders hervorzuheben. Erwähnung sollten auch die Branchen Kunststoff und Holz finden.

## Söhne und Töchter
- Tito Buss (1925–2013), römisch-katholischer Geistlicher, Bischof von Rio do Sul
- Juventino Kestering (1946–2021), römisch-katholischer Geistlicher, Bischof von Rondonópolis-Guiratinga
- Vito Schlickmann (1928–2023), römisch-katholischer Geistlicher, Weihbischof in Florianópolis

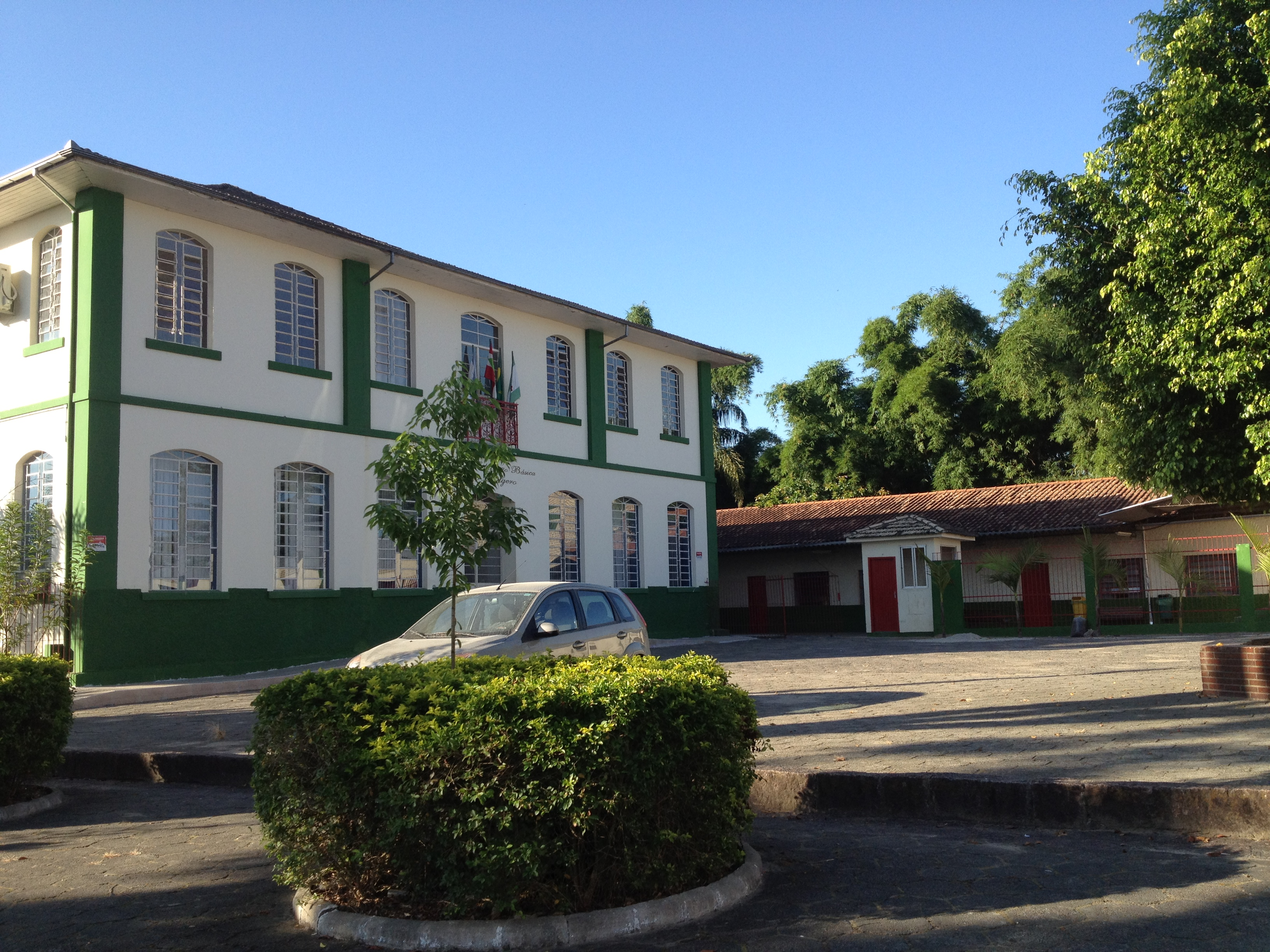
Schule in São Ludgero